# Thulani Victor Mbuyisa
Thulani Victor Mbuyisa CMM (ur. 13 lutego 1973 w Exobho) – południowoafrykański duchowny katolicki, biskup Kokstad od 2022.

## Życiorys
Święcenia kapłańskie otrzymał 4 marca 2000 w zgromadzeniu Misjonarzy z Marianhill. Był m.in. wicedyrektorem zakonnego nowicjatu, dyrektorem domu formacyjnego w Nairobi oraz przełożonym wschodnioafrykańskiej prowincji zakonnej. W 2012 został wikariuszem generalnym oraz prokuratorem zgromadzenia, a w 2016 został wybrany jego przełożonym generalnym.
6 kwietnia 2022 papież Franciszek mianował go ordynariuszem diecezji Kokstad. Sakry udzielił mu 11 czerwca 2022 metropolita Bloemfontein – arcybiskup Zolile Peter Mpambani.